# River Bluff
River Bluff és una població dels Estats Units a l'estat de Kentucky. Segons el cens del 2000 tenia 402 habitants.

## Demografia
Segons el cens del 2000, River Bluff tenia 402 habitants, 138 habitatges, i 126 famílies. La densitat de població era de 776,1 habitants/km².
Dels 138 habitatges en un 42% hi vivien nens de menys de 18 anys, en un 86,2% hi vivien parelles casades, en un 4,3% dones solteres, i en un 8% no eren unitats familiars. En el 6,5% dels habitatges hi vivien persones soles el 0,7% de les quals corresponia a persones de 65 anys o més que vivien soles. El nombre mitjà de persones vivint en cada habitatge era de 2,91 i el nombre mitjà de persones que vivien en cada família era de 3,06.
Per edats la població es repartia de la següent manera: un 28,1% tenia menys de 18 anys, un 4,2% entre 18 i 24, un 20,1% entre 25 i 44, un 38,6% de 45 a 60 i un 9% 65 anys o més.
L'edat mediana era de 43 anys. Per cada 100 dones de 18 o més anys hi havia 97,9 homes.
La renda mediana per habitatge era de 93.074 $ i la renda mediana per família de 96.974 $. Els homes tenien una renda mediana de 54.688 $ mentre que les dones 24.375 $. La renda per capita de la població era de 30.149 $. Entorn del 3,1% de les famílies i el 3,7% de la població estaven per davall del llindar de pobresa.

## Poblacions més properes
El següent diagrama mostra les poblacions més properes.